# Popiersie Stefana Żeromskiego w Zgierzu
Popiersie Stefana Żeromskiego w Zgierzu – popiersie przedstawiające postać Stefana Żeromskiego, odsłonięte w Zgierzu 24 czerwca 1936.

## Historia
Autorem rzeźby był Aleksander Żurakowski. Pomnik został ufundowany przez społeczność nauczycieli i wychowanek Żeńskiego Seminarium Nauczycielskiego w Zgierzu z inicjatywy jego przełożonej, Stefanii Kuropatwińskiej. Wybór postaci związany był z patronatem Stefana Żeromskiego, jako autora Siłaczki, nad szkołą. W okresie II wojny światowej został zdewastowany przez niemieckich okupantów, a następnie przez pewien okres był zaginiony. Po wojnie odnaleziono pomnik i dokonano ponownego odsłonięcia w pierwotnej lokalizacji (1948).